# Куп Кариба 1998.
Куп Кариба 1998. (познат као Shell Caribbean Cup−Шел Куп Кариба због спонзорства), било је десето издање Купа Кариба, основано од стране ФСК, једне од Конкакаф зона. Домаћин финалног дела турнира су били Антигва и Барбуда и Сент Китс и Невис. Турнир је служио и као квалификациони турнир за Конкакафов златни куп 2000. (одиграна је једна улазница од две, а финалиста је ушао у плеј-оф турнир).
У финалном делу је одиграно 16 утакмица и постигнуто 64 гола. У квалификацијама је одиграно 30 утакмица и постигнут 146 голова.

## Квалификације

#### Група 1
Утакмице су се играле на  Аруба.